# Avaliação de opções reais
A avaliação de opções reais aplica os métodos de avaliação de opções financeiras a decisões empresariais. Uma opção real é o direito — mas não a obrigação — de alterar o caminho de um projecto ou negócio ao longo do tempo. Exemplos de opções reais incluem a opção de adiar uma decisão (de investimento ou desinvestimento), abandonar um negócio, e expandir e rever a capacidade óptima do negócio (reescalar). 
A avaliação de opções reais estende os métodos tradicionais de avaliação de projectos e negócios, como o 
 valor actualizado líquido. A avaliação de opções reais baseia-se numa distribuição de probabilidade do valor actualizado líquido no futuro para determinar o valor da flexibilidade de decisão do gestor (ou decisor, em geral) ao longo do tempo. Por isso, a avaliação de opções reais é também sugerida como auxiliar para as decisões estratégicas das empresas. Se uma empresa for interpretada como um conjunto de projectos e opções reais no futuro, é mais informativo rever como uma decisão poderá afectar as opções e potencialidades das empresas no futuro. Isto é particularmente relevante para a gestão de projectos de I&D, ou exploração de bens naturais, sendo por isso a avaliação de opções reais uma das metodologias de avaliação de projectos mais utilizadas nas indústrias farmacêutica, minéria, e petrolífera.

## O que é uma opção real?
Uma opção real é o direito — mas não o dever — de alterar o caminho de um projecto ou negócio ao longo do tempo. Uma opção real tem valor quando três características, comuns à maioria das decisões estratégicas e financeiras das empresas, estão presentes:
- Flexibilidade: capacidade de mudar o caminho da empresa ou negócio ao longo do tempo.
- Incerteza: não é possível prever com exactidão o futuro.
- Irreversibilidade: investimentos e desinvestimentos são geralmente irreversíveis implicando custos afundados.

## Vantagens
São várias as potencialidades da avaliação de opções reais na avaliação das decisões dos gestores de todos os ramos de actividade: 
- Determinar o melhor momento de decisão.[1] Esta metodologia avalia o valor da opção real de adiar o investimento. Se o valor dessa opção exceder o valor actualizado líquido do investimento, então esta metodologia aconselha o gestor a aguardar por informação adicional. O cálculo exacto do valor da opção de adiar o investimento permite ao gestor evitar investimentos de baixa (ou até mesmo negativa) rentabilidade. Essencialmente, a avaliação de opções reais sugere que o gestor apenas deve investir se o valor actualizado líquido do investimento ultrapassar um determinado limiar que apenas pode ser determinado através desta metodologia. Este limiar permite que o gestor evite uma significativa porção de maus investimentos, e se foque em investimentos com maior rentabilidade: só se o valor actualizado líquido exceder o limiar determinado pela avaliação de opções reais, deve então o gestor investir. A mesma lógica se aplica à decisão de desinvestimento: O gestor apenas deve desinvestir em projectos cuja probabilidade de reversão de perdas seja baixa.
- Determinar a importância de opções futuras na decisão de hoje. Um investimento pode garantir à empresa outras opções, como a opção de reescalar a produção ou de abandonar esse investimento. Essas decisões são relevantes para a decisão de investimento de hoje. Um investimento que permita um abandono menos penoso ou que permita reescalar a produção sem custos adicionais tem maior valor para um gestor do que um projecto igual mas sem essas opções.

## Desvantagens
- A construção e solução de modelos para avaliação de opções reais é tecnicamente exigente e complexa. A solução de modelos de avaliação de opções reais pode ser resolvida de várias formas – analiticamente, através de árvores binomiais, através do método de Monte Carlo, – mas em qualquer caso exige conhecimentos avançados de matemática e programação. Por essa razão, alguns gestores preferem utilizar métodos mais simples apesar de menos informativos.[3]
- Os modelos de avaliação de opções também são difíceis de calibrar. Tal como os métodos tradicionais de avaliação de negócios (como o  valor actualizado líquido), os parâmetros dos modelos de avaliação de opções reais são de difícil estimação.
- Há limitações para solucionar modelos de avaliação de opções reais. A solução analítica (solução fechada) é apenas possível para modelos mais simples. A solução computacional também um maior número de graus de liberdade, mas ainda assim poderá exigir sistemas informáticos mais avançados. No entanto, com a evolução dos sistemas informáticos, essas preocupações são menos relevantes.[4]

## Exemplos simples

### Investimento
Uma empresa tem a possibilidade de investir numa nova fábrica. Ela pode investir este ano ou no próximo ano. A questão é quando deve investir? Se investir este ano, a empresa obtém rendimento mais cedo. Mas se investir no próximo ano, a empresa obtém informação sobre o estado da economia, o que lhe pode permite evitar perdas.
A empresa sabe que os fluxos de caixa descontados da sua fábrica se investir hoje são de 5M€. Se investir no próximo ano, os fluxos de caixa descontados são de 6M€ com probabilidade 66.7% e são de 3M€ com probabilidade de 33.3%. Assumindo uma taxa de desconto (risk neutral rate se assumirmos que os mercados são completos e há arbitragem) de 10%, os fluxos de caixa do próximo ano são, em termos presentes, 5.45M€ e 2.73M€, respectivamente. O custo do investimento é de 4M€. Se a empresa investir no próximo ano, este investimento é em termos presentes 3.63M€.
Segundo a regra de investimento do  valor actualizado líquido, a empresa deveria investir já este ano porque os fluxos de caixa descontados (5M€) são superiores ao custo de investimento (4M€) em 1M€. No entanto, se a empresa aguarda pelo próximo ano, esta apenas investe caso os fluxos de caixa descontados subam para 6M€. Se os fluxos de caixa descontados caírem para 2.73M€, então o investimento não é rentável porque não recupera o investimento. Se os fluxos de caixa descontados subirem para 5.45M€, então a empresa investe. Isto implica que o valor de esperar é de 66.7%*(5.45M€ - 3.63M€) = 1.21M€. Dado que este valor é superior ao valor actualizado líquido do investimento este ano, a empresa deve investir no próximo ano (se as condições económicas melhorarem) e evitar o risco de ter perdas avultadas no próximo ano caso as condições económicas se deteriorem. Este exemplo simples demonstra que um  valor actualizado líquido positivo não implica que a empresa deva fazer já o investimento.

### Investimento Faseado
O investimento faseado tem características que o distinguem dos demais investimentos. É particularmente relevante nas indústrias farmacêutica, minéria e petrolífera. O exemplo aqui demonstrado é adaptado de «Exemplo de Investimento Faseado». Este exemplo, que é simples e aquém do estado da arte na avaliação de opções reais, estuda o caso de uma empresa que estuda abrir uma ou duas lojas num país estrangeiro.
É assumido que a empresa desconhece a aceitação das lojas no país estrangeiro. Se as suas lojas forem aceites, a procura por loja gera fluxos de caixa descontados no valor de 10M€. Se não forem comummente aceites, então os fluxos de caixa descontados são de 5M€ por loja. Assumindo que a probabilidade de ambos os eventos ocorrem é de 50%, o valor esperado de fluxos de caixa descontados por loja é de 7.5M€. Por fim, é assumido que se a procura de uma loja é igual à procura da outra loja, que o investimento por loja é de 8M€, e que a taxa de desconto de fluxos de caixa é de 10%.
Qual é a melhor decisão da empresa? A empresa deve abrir uma loja, duas lojas, ou nenhuma? O método do  valor actualizado líquido sugere que a empresa não deve abrir qualquer loja. Mas será essa a melhor alternativa? Pela avaliação de opções reais não é: por este método a empresa deve abrir uma loja este ano e uma outra loja no próximo ano se (e quando) se confirmar que as suas lojas são aceites no país estrangeiro.
Ao abrir uma loja, a empresa sabe que tem uma probabilidade de 50% de que a nova loja seja aceite. Como só abrirá a nova loja caso a primeira seja aceite, a empresa tem uma opção real quando abre já uma loja. O valor dessa opção real é de 50%*(10M€-8M€)/1.1 = 0.91M€. O valor de abrir uma loja este ano com a opção real de abrir outra no ano seguinte é 7.5M€ - 8M€ + valor da opção real = 0.41M€. Assim sendo, a empresa deve abrir uma loja este ano e outra no ano seguinte se a procura das suas lojas for alta. Este exemplo mostra um resultado conhecido na teoria da avaliação de opções reais: O  valor actualizado líquido leva a empresa a rejeitar investimentos com potencial de criação de valor para a empresa.